# Kovács Kati összes kislemeze II. – 3CD
A magyar hanglemezkiadás történetében Kovács Katinak jelent meg a legtöbb kislemeze. Ezeknek a daloknak a túlnyomó része CD-n még sohasem jelent meg. Ezt a hiányt pótolva, most két tripla kiadványon jelennek meg ezek a dalok.
A kislemezek dalai mellett Kovács Kati olyan ritka felvételei is helyet kaptak a kiadványokon, amelyek eddig csak gyűjteményes bakelitlemezeken jelentek meg. A remaszterelt felvételek közül számos dal első alkalommal jelenik meg sztereó változatban.
A második háromlemezes kiadvány az 1974 és 1988 között készült felvételeket tartalmazza: összesen 61 dalt, több, mint 3 és fél óra játékidővel. A magyar slágerek mellett világslágerek éppúgy megtalálhatók a kiadványon, mint magyar filmek betétdalai, illetve olyan kuriózumok is, mint az Érj utol című nagylemez két dalának angol nyelvű változata. A dalokban Katit többek között a V’Moto-Rock, az LGT, a Gemini és az Universal együttes kíséri.

## Albumok

### CD 1
- 1. Egy nagy szerelem
- 2. Ugye, szép?
- 3. De furcsa ez a világ
- 4. Csupasz hold
- 5. Holnaptól nem szeretlek
- 6. Nézlek, amíg alszol
- 7. Felesleges esték
- 8. Minden út érdekes
- 9. Egy nyáron át…
- 10. Elmúlt a nyár
- 11. Találkozás egy régi szerelemmel
- 12. Akinek nincs baja
- 13. Én igazán szerettelek
- 14. Nem biztos semmi
- 15. Egy hamvas arcú kisgyerek
- 16. Légy mással boldogabb
- 17. Hogyha elhagysz
- 18. Egy összegyűrt levél
- 19. Éjszakáról éjszakára
- 20. Fogsz te a fox helyett
- 21. Mindent, ami szép

### CD 2
- 1. Ha legközelebb látlak
- 2. Indián nyár
- 3. Óh, ha rajtam múlna
- 4. Megtalálsz engem
- 5. Rock tanóra
- 6. Kötődés
- 7. Bár itt lehetnél
- 8. Jó lenne, ha táncolnál velem
- 9. Aludnod kéne már
- 10. Nem kéne mondanom
- 11. Úgy szeretném meghálálni
- 12. Isten hozzád, kedves városom
- 13. Menetjegy
- 14. Ne aludj el
- 15. Sírni, ilyen nyíltan sírni
- 16. Mama Leone
- 17. Nem tudjuk még
- 18. Ennyi kell
- 19. Hol van már
- 20. Mindig veled
- 21. Újra otthon

### CD 3
- 1. Hol vagy, Józsi?
- 2. Napfényes álom
- 3. Így legyen
- 4. Ne vedd fel a telefont
- 5. Van ilyen
- 6. Játssz még!
- 7. Hívlak
- 8. Ne gondolj rám
- 9. Gyere el, ha bántanak
- 10. Where You Gonna Run
- 11. Take Me Home
- 12. Álmodj, kiskölyök
- 13. Johnny And Mary
- 14. Mindig ami új, az az érdekes
- 15. Bodrog partján
- 16. Szívfájdalom
- 17. Kérlek, fogadd el
- 18. Keringő (magány)
- 19. Árnyék